# 和田繁
和田 繁（わだ しげる、1922年11月10日- 2021年6月21日 ）は、日本の経営者、経済学者。イズミヤ社長を務めた。

## 来歴・人物
大阪府出身。1947年に関西学院大学経済学部を卒業し、同年に同大学教授に就任し、1978年4月には商学部長、1991年4月に名誉教授を歴任。宮内義彦も彼のゼミに所属していた。その一方で、1956年にイズミヤ監査役に就任し、1960年に取締役、1971年に取締役相談役を経て、1998年5月に社長に就任。2001年2月には会長に就任。
1998年11月に勲三等旭日中綬章を受章
2021年6月21日、老衰のために死去。98歳没。